# Espacio me has vencido
Espacio me has vencido es la primera publicación del autor ecuatoriano César Dávila Andrade.
En el prólogo "En el arco de tu poesía", escrito por Galo René Pérez, dice: «Oigo el cansancio profundo de una carreta llena de nostalgia y doradas gavillas, que pasa por la claridad de los caminos hacia tu aldea blanca, azulada en los bordes por el cielo de junio. Los tardos bueyes que la arrastran, tienen grande y lenta el agua de sus ojos mansos. Los vientos mezclan la luz y el polvo sobre sus pieles pardas. Caminan entre altos eucaliptos que cercan prados en donde la siega avanza con su ruido de cañas». Y al finalizar, su también amigo, afirma: «César Dávila Andrade, compañero de amados ideales, cantor dionisíaco de junio, dulce anunciador del verano, tu espíritu rompe el límite real y cae vencido de azul y de espacio. En la ciudad de Quito, Junio 29 de 1946.»

## Estructura
El libro está constituido de 21 poemas:
- Espacio, me has vencido[8]
- Después de nosotros
- Carta a la ternura distante
- Canción espiritual del árbol derribado
- La pequeña oración
- Invitación a la vida triunfante
- Tacto
- Variaciones del anhelo infinito
- Amistad con las cosas
- Carta a una colegiala
- La casa abandonada
- Canción al templo antiguo
- Canción del tiempo esplendoroso
- Penetración en el espejo
- Canción a la bella distante
- Breve canción a la vanidad
- Descubrimiento de la roca milenaria
- Esquela al gorrión doméstico
- Origen
- Espacio